# ラーデン
ラーデン（ドイツ語: Rahden,  [ˈraːd̩n]、低地ドイツ語: Roh'n）は、ドイツ連邦共和国ノルトライン＝ヴェストファーレン州デトモルト行政管区のミンデン＝リュベッケ郡に属す市である。同州の最も北、ビーレフェルトとブレーメンとの間、ハノーファーとオスナブリュックとの間に位置する。
ラーデンは1033年に初めて文献に記録され、1816年から1831年までラーデン郡の郡庁所在都市であった。

## 地理

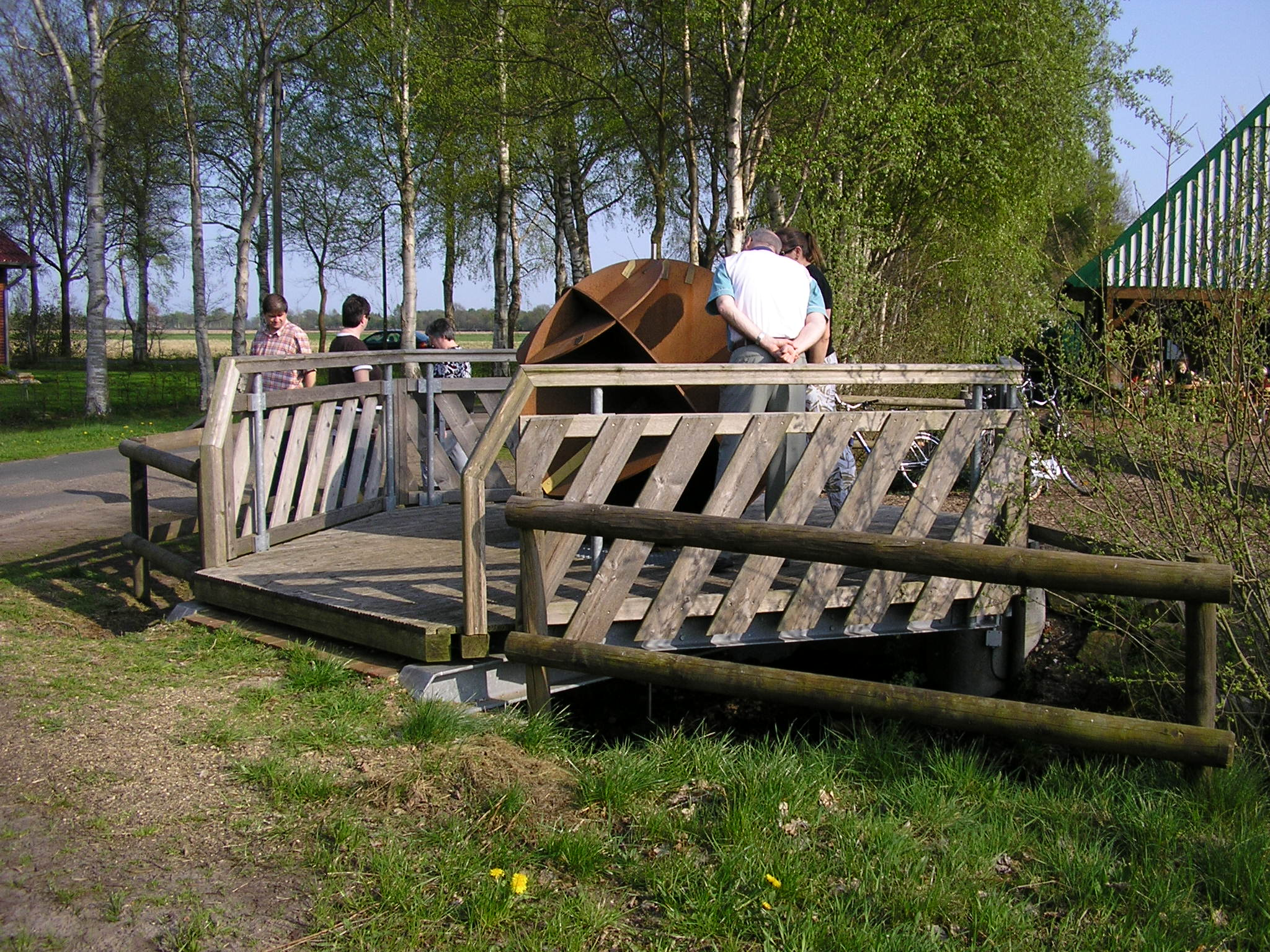
NRW-ノルトプンクトのモニュメント

### 位置
ラーデンはノルトライン＝ヴェストファーレン州の北東部、ミンデン＝リュベッケ郡の北部に位置する。市域の北部に、州の最北端 NRW-ノルトプンクトが位置している。自然環境上、市域は北ドイツ低地内のデュンマー・ゲースト低地に位置する。目立つ隆起はほとんどない。市内で最も高い「山」は中核市区のホーエ・フェルトで、海抜59.1mである。市域は、おおむね最低地点の海抜37mから45mに位置する。この地域は一部はラーデン＝ディーペナウアー・ゲーストに、北部の一部はディープホルツ湿低地に位置している。ラーデンは、この方角ではほとんどオッペンヴェーハー湿地に至る。文化的には、この市域はミンデナー・ラント地方に属す。
最寄りの大都市は、ビーレフェルト（南西40km）、オスナブリュック（西45km）、ブレーメン（北東71km）、ハノーファー（南東75km）である。

### 市域の広がりと土地利用
市内の最低地点は北西部の海抜37mの地点である。中核市区の高度は海抜59.1mにまで達する。南北は最大約16km、東西は最大約11kmである。
ラーデンは、州や郡全体と比較して、最も樹木に乏しく、比較的人口密度が低い街であり、農業用地が多くを占めている。唯一の大きな森はトンネンハイデ地区に近いオスターヴァルデである。以下の表にこの街の土地利用率を示す。
| 土地利用別面積 | 農業用地 | 森林  | 住宅・交通用地 | 水域  | その他 |
| -------------- | -------- | ----- | -------------- | ----- | ------ |
| 面積 (ha)      | 10,857   | 733   | 1,706          | 426   | 13     |
| 占有率         | 79 %     | 5.3 % | 12.4 %         | 3.1 % | 0.1 %  |

出典: 州データ管理・統計局

### 隣接する市町村
ラーデン市に隣接する自治体は、南のエスペルカンプ、西のシュテムヴェーデ（ともにミンデン＝リュベッケ郡）、北はニーダーザクセン州のヴァーゲンフェルト、東は同じくニーダーザクセン州のディーペナウとザムトゲマインデ・ウフテである。

### 市の構成
1973年の地域再編以後、以下の地区が本市に属す。
| 地区名                       | 地区名            | 人口（人）1 |  |
| ---------------------------- | ----------------- | ----------- |  |
| ラーデン                     | Rahden            | 4,689       |  |
| クライネンドルフ             | Kleinendorf       | 4,242       |  |
| ファール                     | Varl              | 1,676       |  |
| ジールホルスト               | Sielhorst         | 791         |  |
| プロイシシュ・シュトレーエン | Preußisch Ströhen | 2,075       |  |
| ヴェーエ                     | Wehe              | 1,730       |  |
| トンネンハイデ               | Tonnenheide       | 1,784       |  |

12006年12月31日現在

### 気候
ラーデンの気候は、中央ヨーロッパの海洋性気候と大陸性気候との移行部位に位置することと、北ドイツ低地に位置することとによって支配されている。この地域は、主には海洋性気候なのだが、ときおり大陸性気候の影響を受ける。冬は大西洋の影響で総じて穏やかで、夏は過度に暑くはなく、降水はほぼ一定である。主に西風や南西の風が降水をもたらす。年間降水量は、長期間の平均で688mmで、年間平均気温は約9.3℃である。この街はオストヴェストファーレン地方で最も乾燥し、最も温暖な地域に属している。2009年で最も暑かった8月20日のラーデン＝ファールの気温は37.8℃で、この年のドイツの最高気温であった。

## 歴史

### 古代
出土品によれば、現在の市域は10000年から12000年前の中期石器時代にはすでにラーデナー・ゲーストに定住者があったことがわかる。このゲーストは湿潤な低地の真ん中に隆起した門のような地形の肥沃な土地であり、入植地となった。ファールの巨石墳墓遺跡（「ホーエ・シュタイン」）やシュタインケムパー・フェルトのヒューネングラープは現在の市域の最初期の入植者を示すものである。また、灰をまいたり、ブロンズの装飾品や、剣などの多くの副葬品を持つヴェーエやトンネンハイデの墳丘墓は青銅器時代の入植を示している。

### 司教領の時代
ラーデンの文献上最初の記録は1033年になされた。皇帝コンラート2世の文書中で皇帝は "Rodun" のフーフェをミンデンの聖マルティーニ聖堂参事会の所領であることを確認している。Rodun という名前は "Rodung"、すなわち森を円形に切り開いた開拓地に由来する。こうしてラーデン周辺地域は古くからすでに、他のミンデナー・ラント地方と同じくミンデン司教、および世俗のミンデン司教領主の影響下にあった。
14世紀の初めまでに、小さな村にミンデン司教によって城砦が築かれた。戦略上重要な湿地の徒渉地点に面したこのラーデン城砦は通商路の交差点を防衛していた。この水城は初め司教の代官、後にはブランデンブルク＝プロイセンの官吏や王立御用地の役人の役所であった。
1353年に司教でシャウムブルク伯を兼ねたゲルハルト1世はラーデン聖ヨハニス教会を設立した。この教会が入植と現在のラーデン地区の出発点となった。だが、砂地の丘に建つこの教会は、現在のヴェスターフェルト方面にあったはずの古い礼拝堂の後継教会であった。1572年、ラーデンの市場についての最初の記録がある。同じ1572年にはクライネンドルフ、ファール、ジーホルスト、プロイシシュ・シュトレーエン、ヴェーエ、トンネンハイデといった集落が記録されている。

### プロイセン時代のラーデン
1648年、ミンデン司教領は、ヴェストファーレン条約に基づいてブランデンブルク＝プロイセンのミンデン侯領となった。ラーデン城砦はアムトの役所として使われた。アムト・ラーデンは侯領の北西部分を占めた。これは、現在のシュテムヴェーデとラーデンとにほぼ相当する。1719年、ミンデン侯領とラーフェンスベルク伯領は、形式上は維持されたものの、実態としてはミンデン＝ラーフェンスベルク行政地域として統合された。
1772年からグローセ・アウエ川の並行運河である新運河建設が行われ、湿地や砂地の土地の多くが耕作可能となった。アウエ川、グローサー・ディーク・フルス、ヴィックリーデに沿った上水道施設の建設には約100年間かかった。この工事の開始に伴ってラーデン地方の耕地整理が行われた。
1878年から1879年にかけての冬に城が焼失し、外壁の残骸の一部が現在廃墟に遺っている。

### ナポレオンの時代
1806年にラーデン周辺の地域はナポレオンの支配下となり、1807年にはフランスの衛星国であるヴェストファーレン王国領となった。ラーデンは初め、ヴェーザー県ミンデン地区に属す小郡の郡庁所在地であった。1811年から1813年までの間はフランス帝国の直接領土となった。ほぼ完全に新しく創られた県である Département de l’Ems-Supérieur（オーバーエムス県）に属したものの、ミンデン地区の一部である小郡の郡庁所在地として留まった。プロイセンに戻った1813年からプロイセン王国がヴェストファーレン州を建設するまでの間ヴェーザー＝ライン間市民政府に属した。

### 工業化
プロイセンはミンデン＝ラーフェスンベルク地方にリンネル織りを奨励し、18世紀のラーデンに工業化の萌芽としての繊維産業が興隆した。当時、現在のミンデン市内にあたる地域には1000台以上の織機があった。それでも工業化は初めはラーデンに浸透せず、貧しい農民たちは冬になると「ラーデナー・キーペンケルレ」（ラーデンの背負い籠野郎）と呼ばれながら、木彫りなどの手工芸品を背負いミンデン＝ラーフェンスベルク地方全域を売り歩いた。しかし19世紀になるとこうした農民の内職仕事は増大する工業製品によって売れなくなっていった。ミンデン＝ラーフェンスベルクの工業センターでは完全に工業的に組織化された繊維生産が行われており、技術的に優れた外国の紡績・繊維産業との激しい戦いにさらされていた。19世紀中頃、多くのラーデン住民はたとえばアメリカに移住し、あるいは「ホラントゲンガー」（徒歩でオランダに行き、日雇い仕事に従事する人々）となった。1899年、ビュンデからバッスムに至るラーフェンスベルガー鉄道によってラーデンは、幹線鉄道ケルン - ミンデン線に接続した。1910年にはウフテへの路線が開通した。これによってラーデンに工業発展を促す素地がやっとできあがった。ラーデンは20世紀半ばに「鉄道都市」へと発展していった。

### フランス時代以後
プロイセンは西部領土奪回後、1816年にはすでに、その行政構造を根本的に近代化した。ラーデンは1816年に新たなラーデン郡の郡庁所在地となった。この郡は、本質的には、再建されなかったミンデン侯領の西部領域に該当する。さらに、グローセンドルフ（市場町ラーデンを含む）、クライネンドルフ、ジールホルスト、シュトレーエン、トンネンハイデ、ファール、ヴェーエからアムト・ラーデンが形成された。1832年に少し大きくなったラーデン郡はリュベッケ郡となり、郡庁所在地はラーデンよりも大きな街であるリュベッケに移された。1910年4月1日にエスペルカンプがグローセンドルフから分離され、設立された。この同じ年にグローセンドルフはラーデンと改名された。

### 連邦共和国時代
イギリスによる占領後プロイセンが解体され、ノルトライン＝ヴェストファーレン州が創設されると、ラーデンは特別な地位を占めることになった。現在、市区の一つとなっているプロイシシュ・シュトレーエンが州最北端の町となったのである。
1973年1月1日、大規模な地域再編によりリュベッケ郡はミンデン郡と合併し、市町村の枠組みがかなり変化した。ラーデンは、現在の各地区と、アムト・ラーデンに属していたそれまでの独立自治体とが合併して成立した。トンネンハイデの南部はエスペルカンプのシュマルゲ地区となった。現在はシュテムヴェーデに属する集落で、当時は独立した自治体であったオッペンヴェーエの小部分もラーデンの一部となった。この市町村再編の際にラーデンは都市権を獲得した。
1994年からラーデンはラーフェンスベルガー鉄道の終着駅となった。これより北側は廃線となったのである。ウフテまでの区間は1968年にはすでに時刻表では非運行区間とされていた。

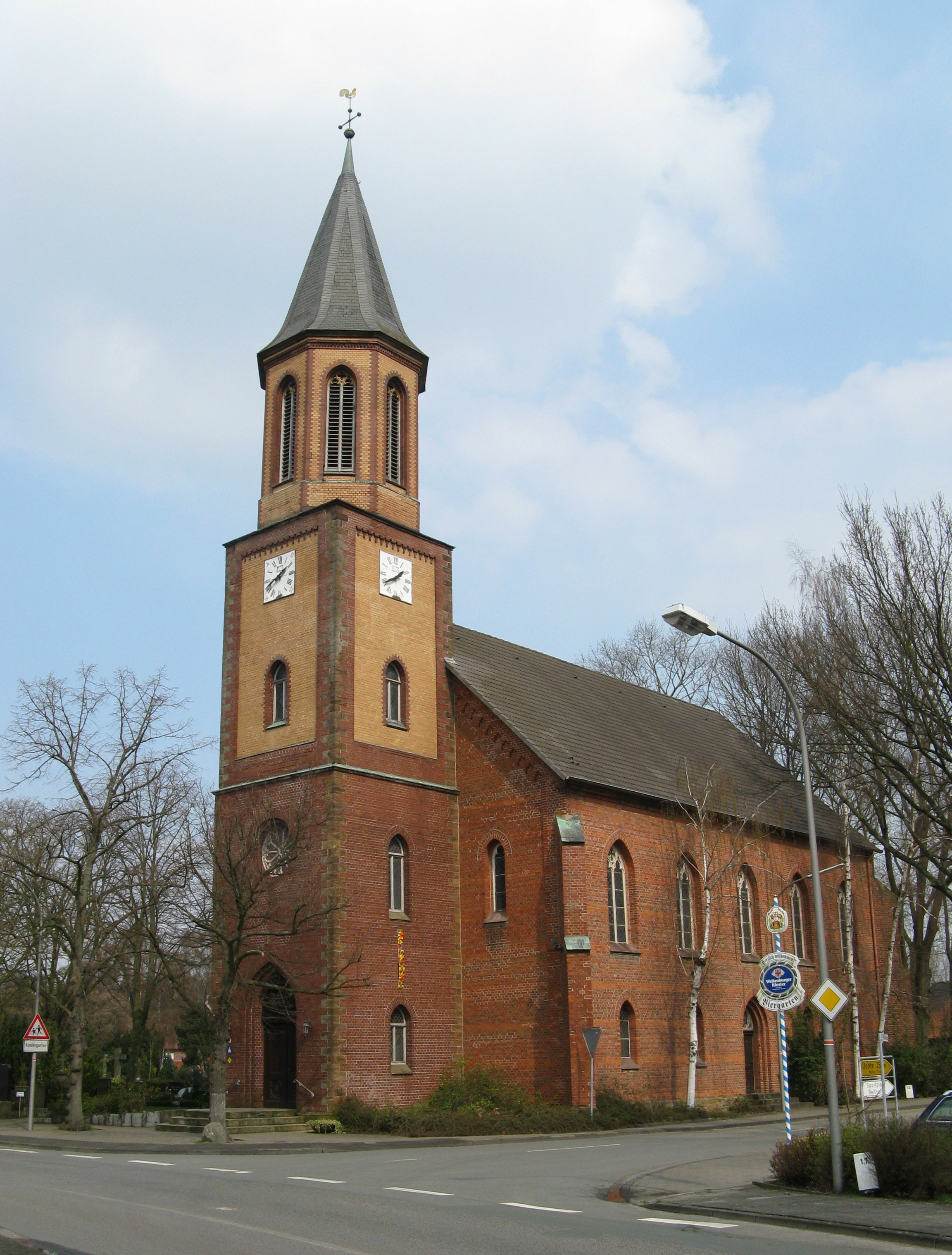
プロイシシュ・シュトレーエン地区のイマヌエル教会

### 宗教
ミンデン司教領がプロテスタントを受け容れ、1648年に世俗化され、プロテスタントのプロイセンに属すミンデン侯領であったことから、この街の住民の多くはプロテスタントのルター派を信仰している。これとは異なる信仰を持つ少数の住民は、第二次世界大戦後の国内移動や東欧からの遅れてきた移住者、南欧からの出稼ぎ労働者などである。いくつかの宗教組織がラーデンの中心部にそれぞれの教会を有している。ラーデン地区の中心にはプロテスタントの聖ヨハニス教会と新使徒派教会があり、クライネンドルフ地区にはカトリックのミヒャエルス教会およびメノー派の会堂がある。
学生に対する信仰調査が、間接的ながらラーデンの宗教分布を知る根拠となるであろう。これによれば、学生の79%がプロテスタント、6%がカトリック、3%がイスラム教徒で、6%がその他の宗教、6%が無宗教であった。
ユダヤ教組織は1938年まではラーデンにシナゴーグを有していた。このシナゴーグは現在のランゲン通りに面した市庁舎前のパルク広場に建っていた。1938年の「水晶の夜」に、ラーデンのシナゴーグは完全に焼失させられた。パルク広場にある記念碑がかつてのラーデンのユダヤ人組織を記念している。

### 市町村合併
現在のラーデン市はビーレフェルト法に基づく1972年10月24日から1973年1月1日にかけての市町村再編により成立した。この時期に、リュベッケ郡アムト・ラーデンに属す、それまで法律上独立した自治体であった6つの町村が合併した。当時の町村が現在のラーデン地区を形作っている。同時期にラーデンは新しく成立したミンデン＝リュベッケ郡の一部となった。さらにこの時期には、小規模で本質的ではないものの耕地整理が行われた他、オッペンヴェーエの東側の小部分がラーデンに合併した。また、トンネンハイデの南部が1973年1月1日に新たに成立したエスペルカンプ市のシュマルゲ地区となった。1973年1月1日以後は市域の変更や合併は行われていない。

## 行政

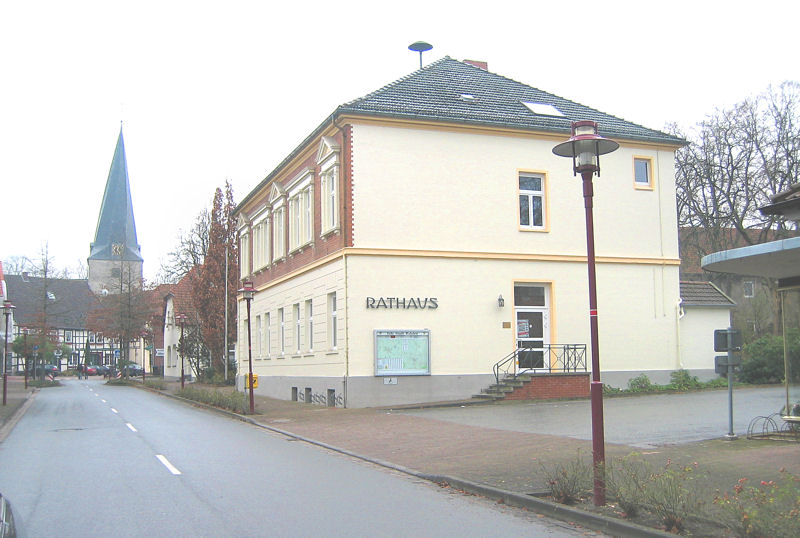
ラーデン市役所

### 市議会
ラーデン市の市議会は36議席からなる。

### 市長
市長はベルト・ホンゼル (CDU) である。彼は2015年9月13日の選挙で 61.1 % の票を獲得して初当選した。
| 任期            | 市長                               |
| --------------- | ---------------------------------- |
| 1973年 – 1985年 | ラインホルト・シュペーネマン (CDU) |
| 1985年 – 1999年 | ヴィルヘルム・メーリング (CDU)     |
| 1999年 – 2015年 | ベルント・ハッハマン (CDU)         |
| 2015年 –        | ベルト・ホンゼル (CDU)             |

### 紋章、旗、印章

ラーデンの旗

1973年4月19日にこの街は、行政管区長官の書面により、紋章、旗、幟の使用が許可された。紋章は市の基本条例 § 2 に以下のように定められている。
銀地の紋章頂部には3輪の青い5弁のバラ。その下に2本の十字に組み合わされた銀（白）のグリップ付きフック。
長辺方向に赤地と白地に染め分けられた背景上、旗竿寄り中央に市の紋章。背景の赤 - 白の境界と紋章の白 - 赤の境界が一致するよう配されている。
市の紋章と印章はかつて実科学校の教師で郷土研究家のハインリヒ・ブレットハウザーによりデザインされた。基本条例や紋章記述で "Rosen"（バラ）とされている3輪の青い花は、本来はアマである。この植物は、この地方で盛んだったリンネル織りの原材料であり、旧ビーレフェルト郡の紋章にも描かれていた。斜め十字に組み合わされた2本の羊用フックは昔のラーデン地方の農業を象徴している。

### 姉妹自治体
- グリンドウ（現在はブランデンブルク州ポツダム＝ミッテルマルク郡ヴェルダー（ドイツ語版、英語版）市の市区）1990年
- Galgahévíz （ハンガリー、ペシュト県）1995年

## 文化と見所

### 演劇
テアター・イム・パヴィリョン (TIP) はヴェーエ郡の旧本課程学校で、旧リュベッケ郡市民大学の演劇、音楽劇、子供劇、青年劇、バラエティの公演に利用されている約100席の劇場である。

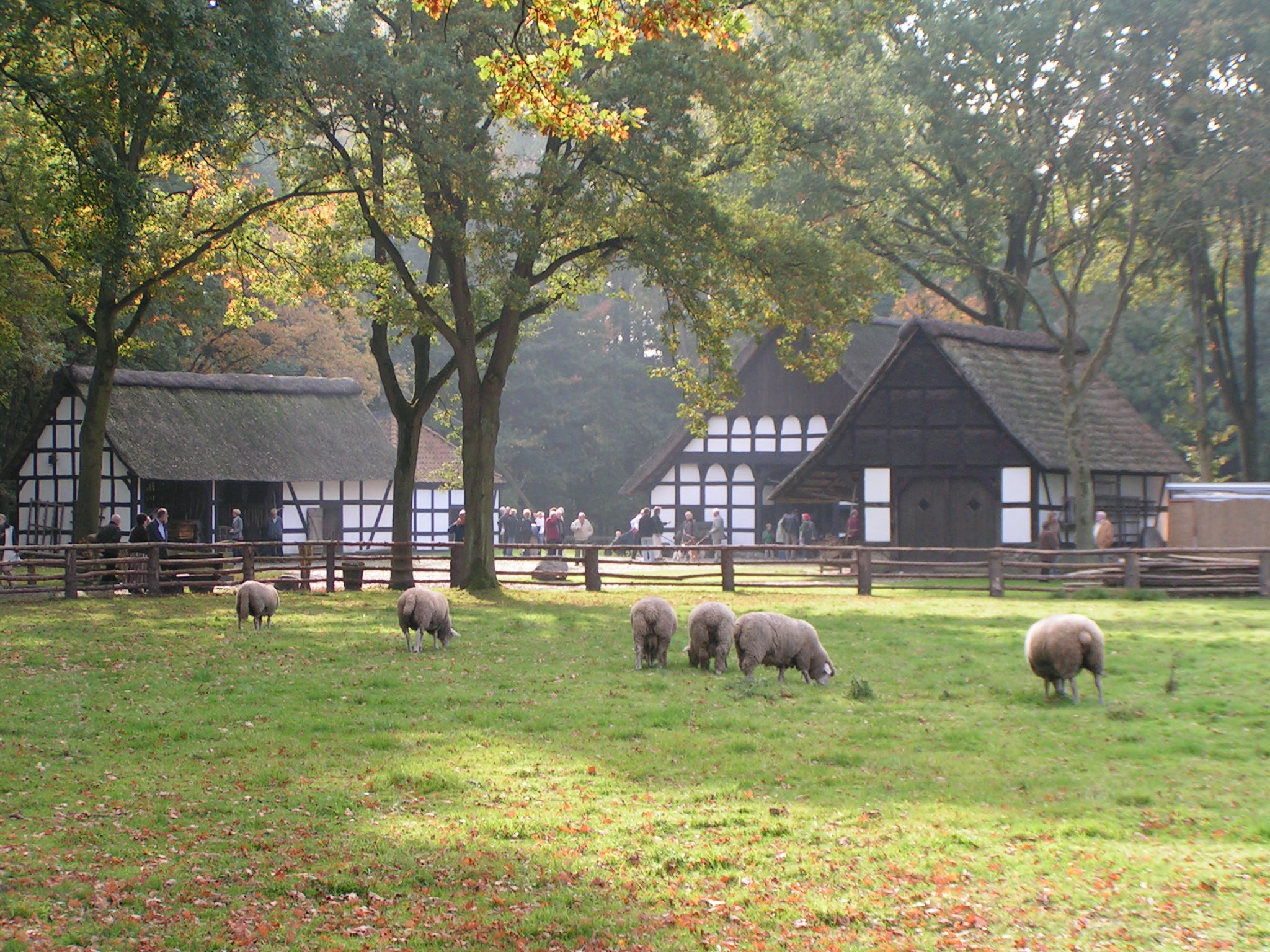
ラーデン博物館の中庭

### 博物館
- ラーデン博物館には、周辺地域の歴史的な農家、水車や道具が展示されている。中には16世紀の石造りのオーブンもある。Mahl- und Backtag には今でもパンや焼き菓子が作られる。
- ラーデンにはラーデン＝ウフテ保存鉄道協会e.V.がある。ここでは街の鉄道史に関する展示がなされている。さらに夏期にはラーデン - ウフテ間で保存鉄道を運行している。
- NRW-ノルトプンクトはノルトライン＝ヴェストファーレン州の最北端である。ここでは様々な催しや芸術活動、時には料理が披露されている。ノルトプンクトは多くのツーリンググループの目的地となっている。

### 建造物

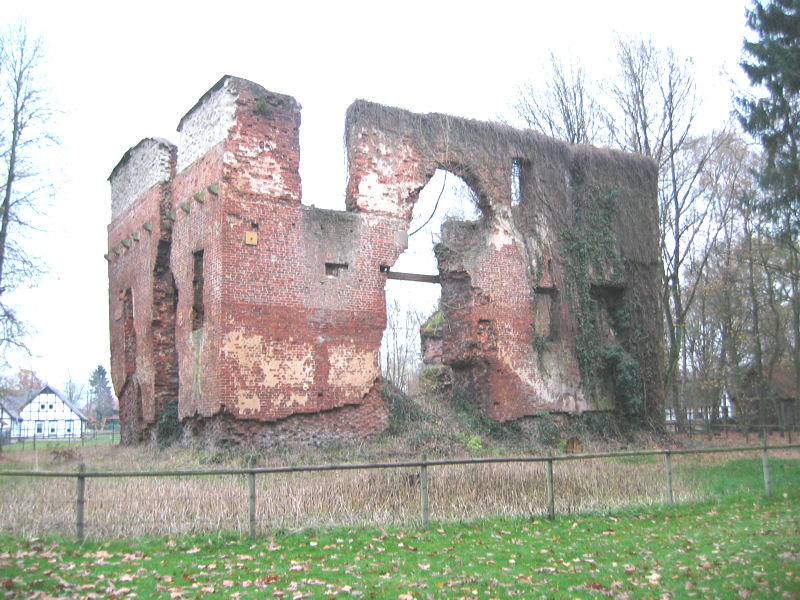
ラーデン城砦趾

- クライネンドルフのラーデン城砦趾: この城砦は1310年から1320年の間に建設され、様々な役人の執務施設として利用された。1878年から79年の冬に焼失し、これ以後廃墟となっている。
- シュテレ城: シュテレ地区の城は単に跡地が遺るだけである。この城は13世紀に初めて文献に記録されている。シュテレ城が重要であったのはほんの短い期間だけで、その後14世紀に、わずか数kmの距離にラーデン城砦を築城するレンガ資材を得るために取り壊された[8]。
- 聖ヨハニス教会: 教会の西塔は13世紀の建築で、長堂は1353年にその原型が造営された。最終的には1789年に増築され、完全に新しい建物となった。教会の創設は、ミンデン司教ゲルハルト1世の伝承によれば1353年にまで遡る。この教会はゴシック様式の南壁と東壁を持つ古典主義様式の長堂を有している。
- 機関車倉庫と転車台を有する1899年建造のラーデン駅: 機関車倉庫は、1969年までは水道塔を備えていたが、この年に爆破された。2007年に駅舎は徹底的に改修された。本館には街の行事や社会行事に用いられる広場を備え、旧貨物ホールは文化サークル「クル＝テューア」が催し物を行う「カルチャーステーション」に改造された。
- アルター・マルクト1番地のマルクトシェンケ: 1680年頃に建設されたこの木組み家屋の中は現在、マルクトシェンケ（酒屋）となっている。この建物はラーデンの名誉市民であるカール・ラングホルストの生家である。ラーデン消防団はこの建物の中で発足した。また、ここはかつて映画館だったこともある。この建物は1985年から86年に大がかりな修復工事が行われた。
- 1883年建造のラーデン城館: 「ラーデン城館」は1883年に農園所有者ボック家によって現在のクライネンドルフ地区に建設された。ここは、一般には「ボック農場」としても知られている。現在この建物の中は大規模老人ホーム「シュロス・ラーデン（ラーデン城館）」となっている。この城館はラーデン城砦趾のすぐ隣に位置している。

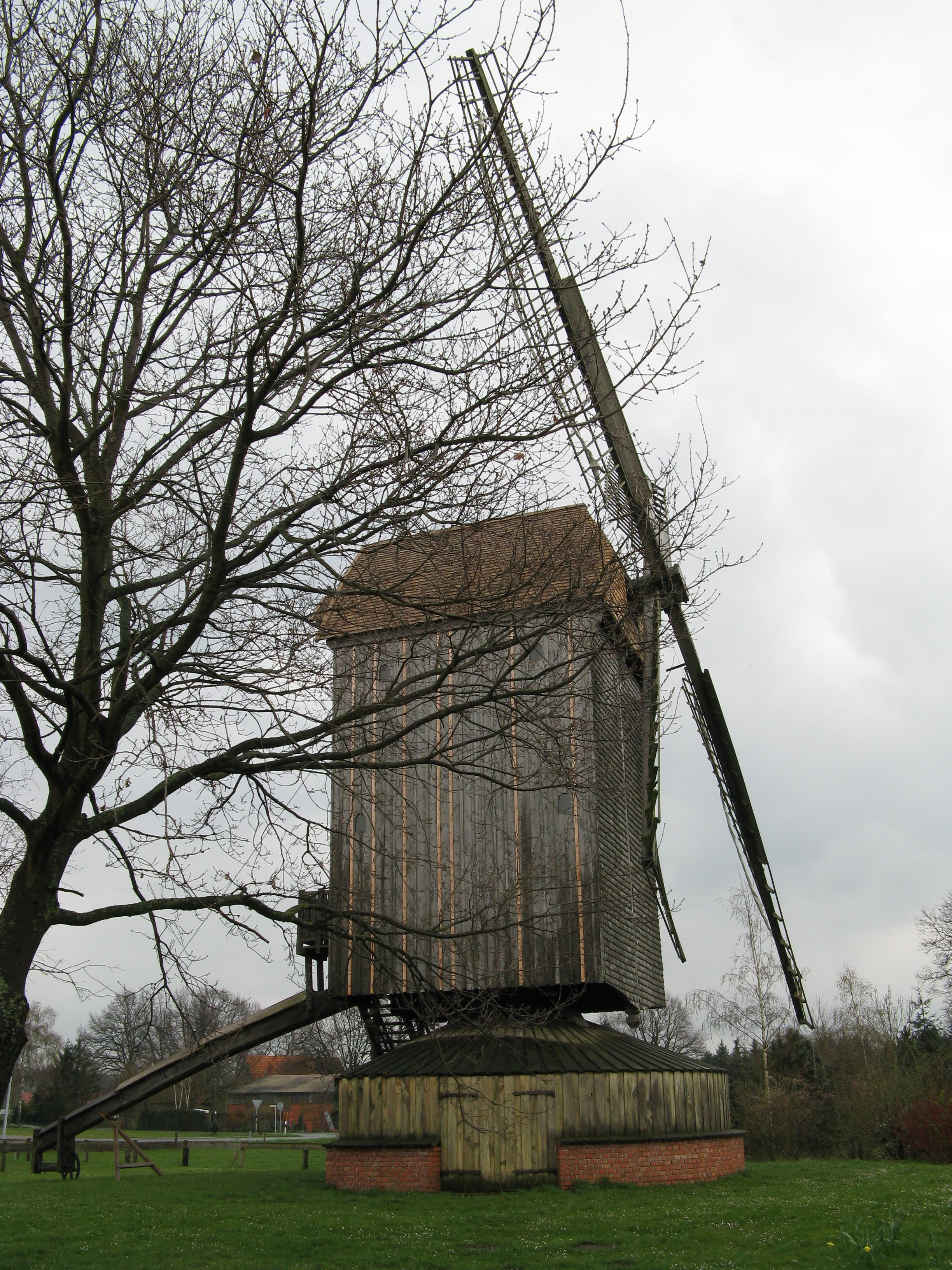
ヴェーエのボック風車

この他、以下のラーデン市内の風車はヴェストファーレン風車街道（原語のMühlenは風車の他に水車や家畜が引く粉挽き機も含むが、ここではこの地方に特徴的な風車が強調されている）の一部となっている。
- ラーデン＝ヴェーエのボック風車: この風車は、ミンデン＝リュベッケ郡で最も古くから風車があった場所に建っている。ここには1370年頃から風車があった。その風車は1370年の文書に司教の風車として記録されている。この風車は1982年に修復された。
- トンネンハイデのホッホツァイトミューレ: この人目を引く回廊付きオランダ風車は1878年に造られた石造りの風車で戸籍役所が利用している。この風車は「ホッホツァイトミューレ」（隆盛期の風車）と名付けられた。
- ロスミューレ・ラーゲン: この家畜を動力とする粉挽き機（家畜車）は、郡内に遺る2つの家畜車の1つであり、ラーデン＝クライネンドルフの博物館の敷地内に建っている。この1860年頃に建設された家畜車は、初めはトンネンハイデ＝ハーネンカンプにあった。

- マルクトシェンケ
- トンネンハイデの風車

### 公園
ラーデンは公園に類する施設に乏しい。市中心部唯一の公園緑地施設が、プロテスタントの教区集会所の隣にある「ヴェーメ」である。「アルテン・マルクト」に面した緑地は戦争記念碑、遊具、休憩用ベンチなどがあり、公園風のキャラクターを有している。しかし、この広場は隣接するショッピングセンターのための公園として造営されたものである。クライネンドルフ地区の「ハイマートパルク」（郷土公園）は湖のある緑地で、博物館、城砦跡、射撃協会会館がある。

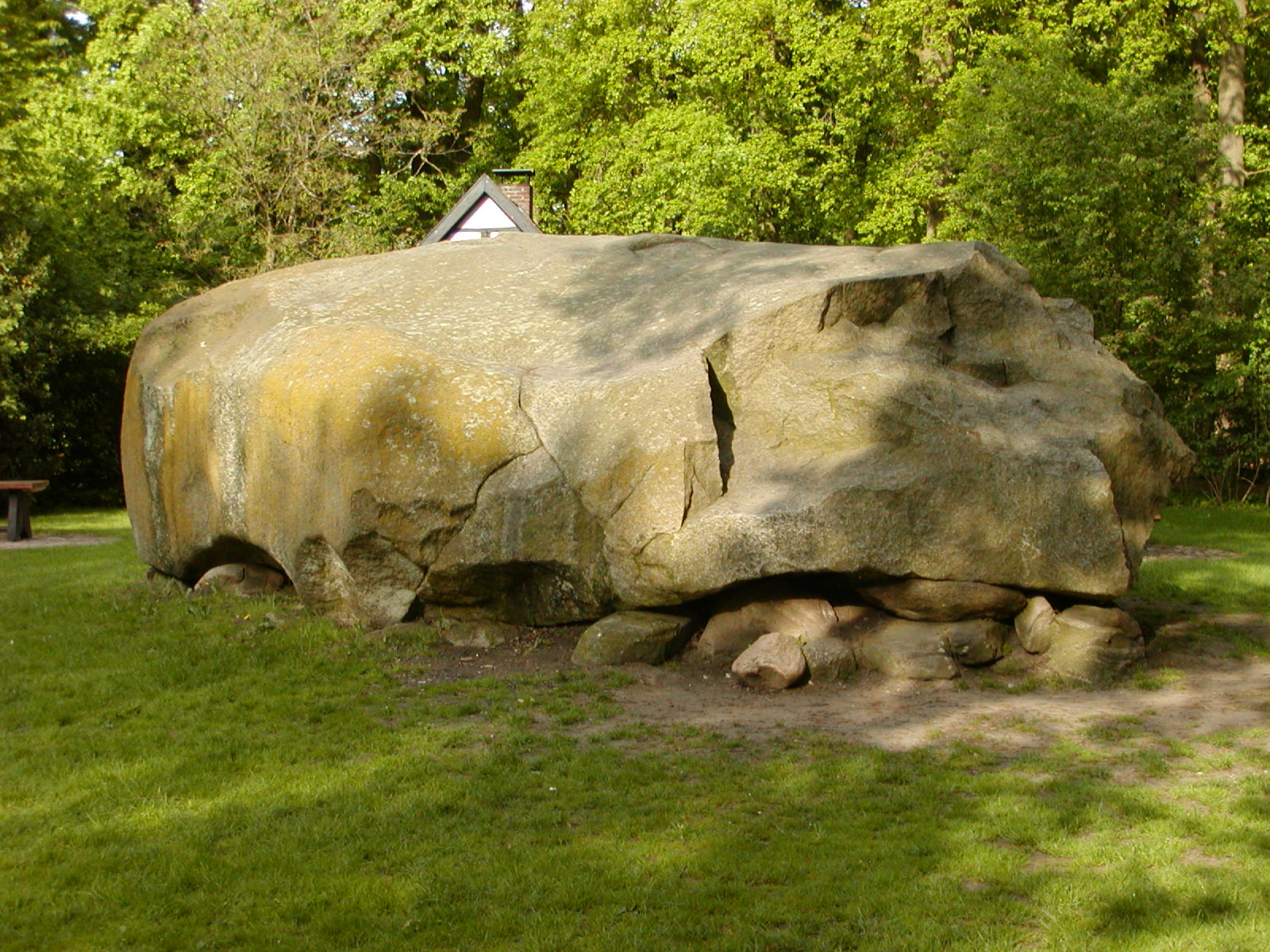
トンネンハイデの巨石

### 自然文化財
- 迷子石「グローサー・シュタイン・フォン・トンネンハイデ」（トンネンハイデの巨石）: この巨石は長さ 10 m、幅 7 m、高さ 3 m、重さは約 350 t である。この石は現在知られており、十分に綿密な調査がなされている地上の迷子石としては、北ドイツ最大のものである（海中にあるブスカムという迷子石はこれを凌駕する）。1981年8月30日に現在の広場に運ばれた。
- ラーデンの南西にあたるシュナーケンポールは特殊な植物相を持つ荒れた湿地で、1936年にはすでに自然保護地区に指定された。これはヴェストファーレンで最も古い自然保護地区にあたる。自然のままの栄養の乏しい静水域はヨーロッパの自然保護地区システムである Natura 2000 に選出された。
- ヴァイセス・モーア: トンネンハイデの約46 ha の広さのこの地域は湿地に典型的な動植物相を有する高層・低層湿地である。

市内には、この他に4つの自然保護区がある。フィルガー・ブルッフ、カールスモーア、ヴェーアー・フレッダー、ツシュラークである。市の北西部はデュンマー自然公園に接する。
ラーデンでは、9つの孤立樹や樹群が自然文化財に指定されている。中でも最もよく知られているのが、クライネンドルフの約60本のボダイジュがあるボックス・アレー（ボックの並木道）である。

### スポーツ
この市で突出して大きなスポーツクラブは1326人の会員を擁する（2006年12月31日時点）TuSpo09ラーデンである。このクラブは、同時に、旧リュベッケ郡最大のスポーツクラブの一つでもある。バドミントン、バスケットボール、フィットネス、サッカー、陸上競技、テコンドー（護身術）、卓球、器械体操、バレーボール、ウォーキングあるいはノルディックウォーキング、脊柱体操などが楽しまれている。市内の他のスポーツクラブとしては、TuS「シュヴァルツ＝ヴァイス」ヴェーエ、ウニオーン・ファール、アイントラハト・トンネンハイデ、フェアバンツリーガ卓球クラブRTTCや、ブンデスリーガ1部に属す車いすバスケットボール・クラブ「バスケット96」が挙げられる。
ラーデン市内とその周辺には、標識を完備したレストランや見所がある、総延長約90kmの良く整備されたインラインスケート・コースがある。いくつかに分かれたすべてのコースの起点と終点はいずれもレギオナルバーン「オイロバーン」に接続している。ラーデン周辺の風景は自転車で探索するにも好適である。近年、多くの新しい自転車道が整備され、興味深いルートに標識が設置されたりしている。

### 年中行事
毎年、ラーデン市祭（6月の第2週末）やラーデン・ノミの市（多くは9月中旬）あるいは春のオートメッセといった行事に、何千人もの訪問客が市中心部を訪れる。プロイシシュ・シュトレーエン地区では毎年9月末にプロイシシュ・シュトレーア・マルクトが行われる。いずれの行事もラーデン産業組合により組織されている。第1アドヴェントの週末には、ラーデン産業組合の「12月の夢」が開催される。このクリスマスマーケットはラーデン地区の聖ヨハニス教会の膝元で開催される。

### 名物料理
「ローデン・コホト・ユーバー」（沸騰するローデン）という催しが10月に行われている。この週末には、ラーデンのレストランはその自慢料理を供する。それぞれのレストランは、多くの場合、一つのモットーを定めている。
ラーデンの典型的な飲み物は、地元の言葉で「シュトレーア・シュヴァーテン」と呼ばれるものである。「シュヴァーテン」とは、コーヒー、コルン、水をそれぞれ1/3ずつ混ぜたものである。

## 経済と社会資本

### 交通

#### 道路
ラーデンは連邦道B239号線によって広域自動車道と結ばれている。アウトバーン網への最寄りのインターチェンジはA30号線のキルヒレンゲルン・インターチェンジ（約30km）、A2号線のバート・アイルゼン・インターチェンジ（約45km）、A33号線のオスナブリュック＝シンケル・インターチェンジ（約45km）、A1号線のブレーメン＝ブリンクム・インターチェンジ（約75km）である。1970年代に、A5号線のブレーメンとギーセンとの区間にラーデン / ディーペナウ・インターチェンジが計画されたが、結局この路線は建設されなかった。

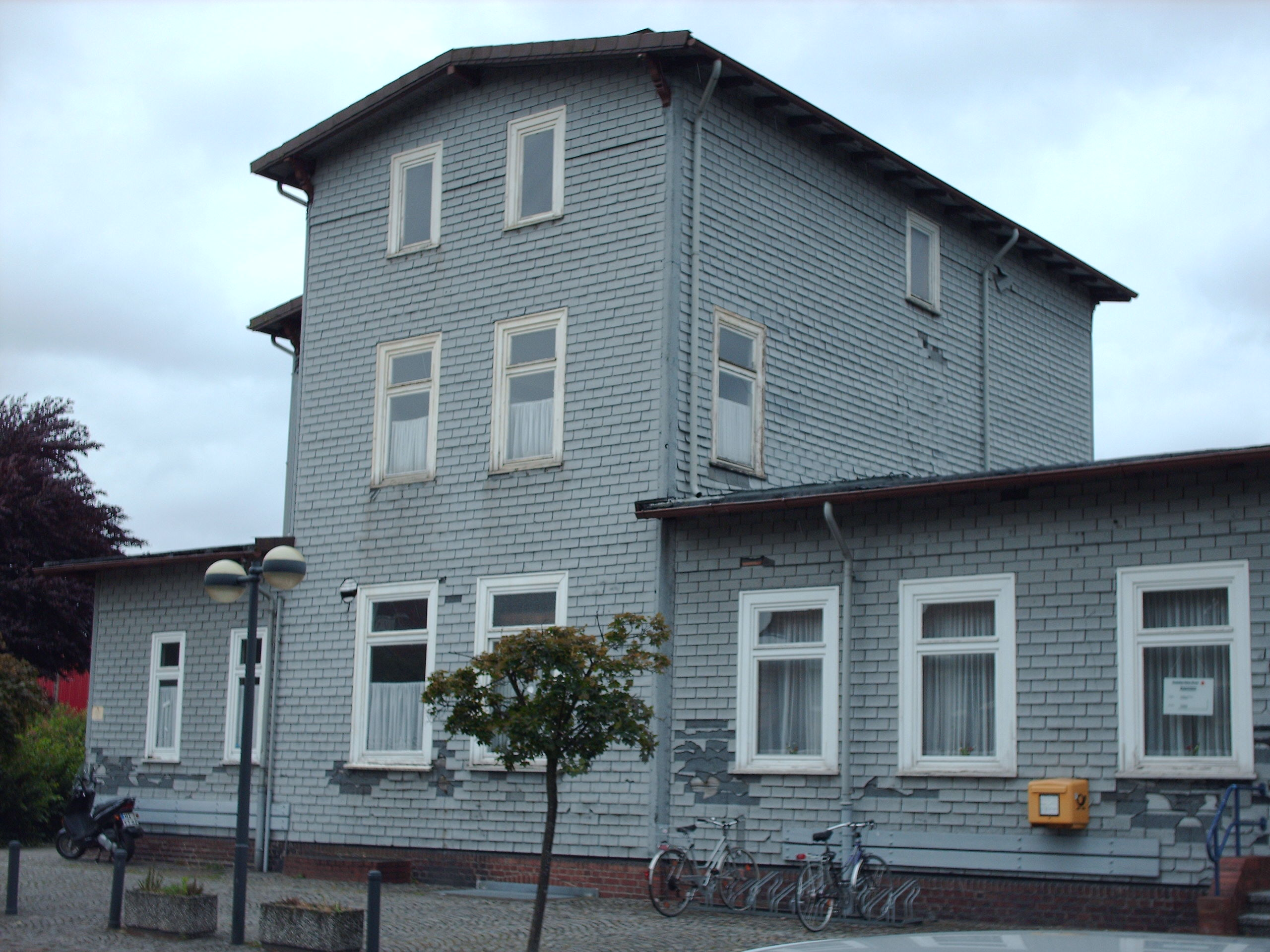
ラーデン駅

#### 鉄道
ラーデン駅は、かつてこの街を貫いていたバッスム - ヘルホルト線（ラーフェンスベルガー鉄道とも呼ばれる）沿いにある駅で、現在は1時間毎（日曜日は2時間毎）にビュンデ、ヘルフォルト、ビーレフェルト、さらにはレムゴーへ向かうオイロバーンのレギオナルバーンが発着する。
この路線はかつて、ラーデン、さらにズーリンゲンを経由してバッスムに通じ、ここでブレーメン行きの路線に接続していた。オストヴェストファーレン＝リッペ地方とブレーメンとを結ぶ最短経路であるこの路線の復活は実現していない。2009年の復活祭以後、アウエンラント＝ドライジーネンGmbHは、この廃止路線をラーデンからヴァーゲンフェルト行きの軌道自転車に利用している。
かつてのウフテへの区間では、夏には定期的に保存鉄道が運行される。

#### バス
エスペルカンプ、リュベッケ、シュテムヴェーデ、ミンデン、ズーリンゲン、ディーペナウ、ウフテ行きの地方バスが、道路旅客交通を担っている。ラーデンはオストヴェストファーレン＝リッペ交通連盟に加盟している。
ウフテへのバス路線では、ニーンブルク郡交通会社の料金が適用される。

#### 航空
最寄りの国際空港は、ブレーメン空港（約80km北）である。その他の空港には、ミュンスター・オスナブリュック空港（グレーフェン、約85km南西）、ハノーファー＝ランゲンハーゲン空港（ハノーファー、約100km東）、パーダーボルン/リップシュタット空港（ビューレン、約100km南西）がある。ポルタ・ヴェストファーリカ＝フェンネベックには地方交通飛行場があり（約35km南東）、主に出張客の他、ホビーパイロットやグライダーの飛行に利用されている。

#### 自転車道
ラーデンから、良く整備された自転車道網が利用できる。ほぼすべての市区が自転車道によって中心街区と結ばれている。多くの交通量の少ない脇道は、自転車で風景を楽しむのに好適である。また、ラーデンは、標識が整備された鉄道・自転車ルート「ヴェーザー＝リッペ」やミューレンクライスのミューレンルートにも面している。合計4つのサイクリングコースが、ラーデンの博物館を起点または終点としている。

### メディア
ラーデンでは、地元のローカル面や地元産業界の広報が掲載された地方紙が3紙ある。
- ヴェストファーレン＝ブラットのラーデナー・ツァイトゥング（ビーレフェルト）
- ノイエ・ヴェストフェリッシェ（ラーデンおよびエスペルカンプのローカル版、ビーレフェルト）
- ディープホルツァー・クライスツァイトゥング（ラーデンおよびシュテムヴェーデのローカル面がある、ジーケ）

月2回、木曜日に「ディー・キーペ」が刊行される。このフリーペーパーは28,000部以上発行されており、1951年の創刊以来、人気が上昇している。ラーデン産業連盟により刊行されており、ラーデンおよび周辺地域の様々なできごとを報道している。

### 通信
ラーデンの南西、北緯52度25分42秒 東経08度37分21秒 / 北緯52.42833度 東経8.62250度に高さ120mのドイツテレコムAGの通信塔がある。この施設が、他の多くの通信塔と異なる点は、指向性通信の他に超短波でラジオ・ヴェストファーリカの放送を80Wの出力で同時に放送している点である。

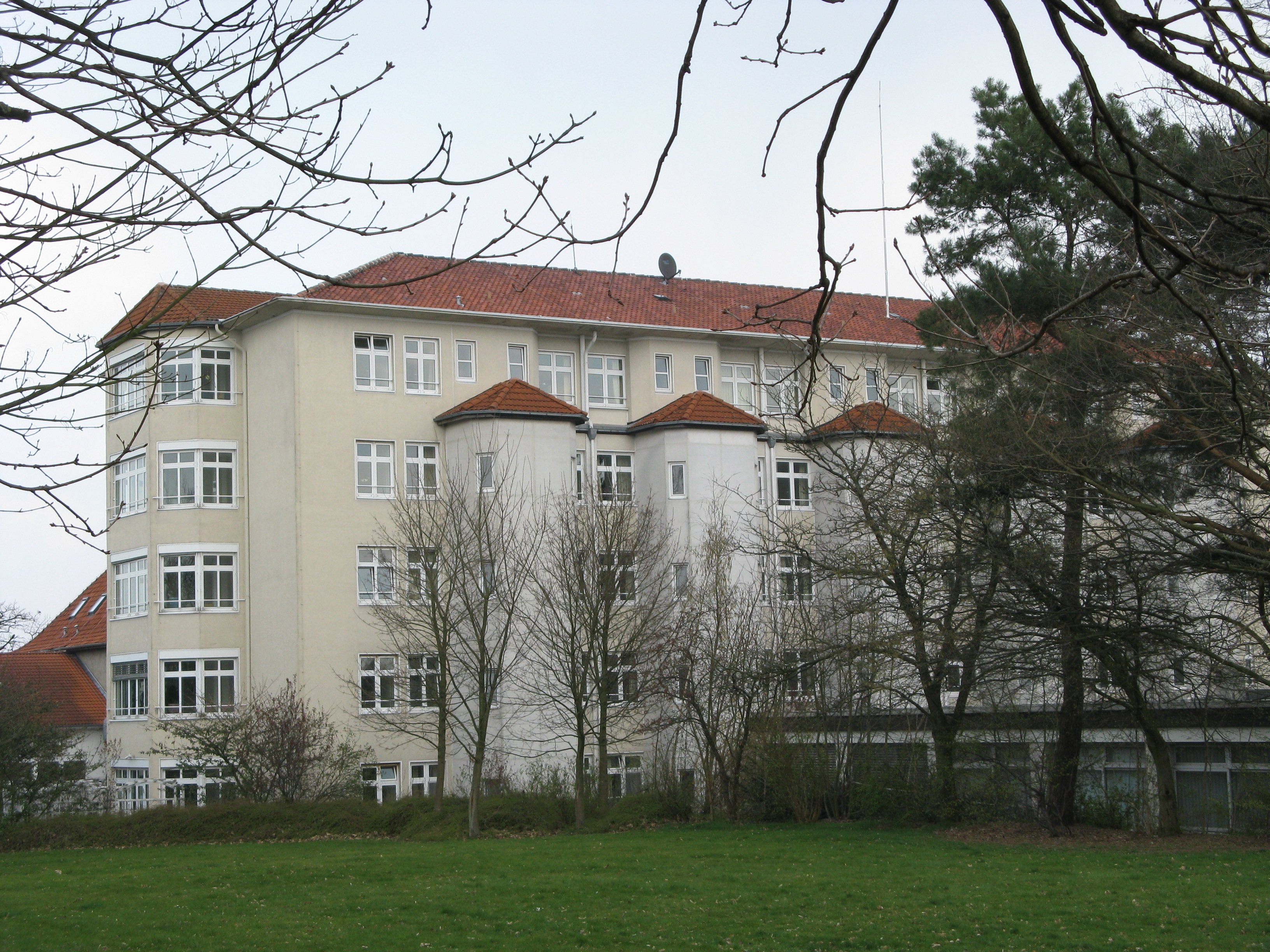
ラーデン病院

### 公共施設
この街にあるラーデン病院は、ミューレンクライスクリニークに属す4つの病院のうちの一つである。内科と外科を専門とする基本看護施設であり、整形外科もある。2006年に郡議会はラーデンに新棟を建設する計画を可決した。ラーデン市議会はこの決定を受け容れ、新棟建設に100万ユーロの支援を拠出した。この病院は郡北部の健康を管轄するよう計画されている。ミンデン＝リュベッケ郡の救急隊は病院のすぐ近くにある。
旧市立商業学校にある私立図書館には、様々な分野の約16,000冊の蔵書がある。また、雑誌やリスニングブックも利用できる。さらに図書館の敷地には基礎課程学校の向かいに私立文書館がある。
各地区に1つずつ消火班がある消防団が、この街の防火を担っている。若い世代については、中核市区に青年消防団がある。
ラーデンは、ラーデン区裁判所管区、リュベッケ職業安定所およびリュベッケ税務署の管轄下にある。

### 教育
ラーデン市には4校の基礎課程学校と、本課程学校、実科学校、ギムナジウムがそれぞれ1校ずつある。1980年までラーデンには家政学校があった。また、私立の商業学校は1992年に廃校になった。

### 地元企業
経済構造は、主に中小企業からなる。最大の企業は機械製造業コンツェルンのコルブスGmbH & Co. KG で、1000人以上の従業員がラーデン本社で製本機や出版業者のための完全なインラインプロダクションシステムの開発・製造に従事している。2番目に大きな会社は約250人の従業員が働くハインリヒ・マイアー鋳鉄工場で、家庭用排水、施設排水、道路排水のための製品を造っている。
ハルティング・テクノロジーグループが進出したことで、ラーデンは産業都市として一層発展した。このグループは、管理・生産部門の一部を隣のエスペルカンプからラーデンに移転し、現在は旧ヴィントホルスト・センターを利用している。

## 人物
- アンドレアス・ブラントホルスト（1956年 - ）ファンタジー、SF作家
- シュテファン・ヴェッセルス（1979年 - ）サッカー選手（ゴールキーパー）

## 引用
1. ↑  Bevölkerung der Gemeinden Nordrhein-Westfalens am 31. Dezember 2023 – Fortschreibung des Bevölkerungsstandes auf Basis des Zensus vom 9. Mai 2011
2. ↑  Max Mangold, ed (2005). Duden, Aussprachewörterbuch (6 ed.). Dudenverl. p. 663. ISBN 978-3-411-04066-7
3. ↑  ノルトライン＝ヴェストファーレン州データ管理・統計局: Kommunalprofil Rahden, Stadt (PDF)
4. ↑  ラーデン市基本条例 1999年10月28日
5. ↑  ラーデン市のウェブサイト、市の情報・統計
6. ↑  気候ダイアグラム「ラーデン＝ファールの気候」
7. ↑  ノルトライン＝ヴェストファーレン州選挙管理局: 2015年9月13日のラーデン市長選挙結果（2016年7月31日 閲覧）
8. ↑  LWLの記事: Neue Burg in Ostwestfalen entdeckt: LWL-Archäologen untersuchen Burg Stelle
9. ↑  ミンデン＝リュベッケ郡: Ordnungsbehördliche Verordnung VII-10 des Kreises Minden-Lübbecke zur Sicherung von Naturdenkmälern im Kreis Minden-Lübbecke